# Dos corazones y un cielo
Dos corazones y un cielo es una película de comedia musical mexicana de 1959, dirigida por Rafael Baledón y protagonizada por Eulalio González "El Piporro", Demetrio González, Rosa de Castilla y Rosa Elena Durgel. En la cual destaca la última aparición de Carlos Orellana.

## Argumento
La vida matrimonial de los cantantes Antonio Castillo (Demetrio González) e Isabel del Río (Rosa de Castilla) no es tan exitosa como sus carreras profesionales, eso se debe a sus mutuos celos y críticas. Como si las cosas no fueran ya demasiado drásticas, el primo de Isabel, Felipe Treviño (Eulalio González «El Piporro»), llega de su ciudad natal tras una devastadora epidemia y decide mudarse con ellos. Después de un viaje a Santa María del Maíz, la ciudad natal de Antonio, Antonio e Isabel se encuentran a sí mismos como víctimas de una separación profesional involuntariamente orquestada por Felipe. Ambos cantantes deciden ir en solitario por caminos separados, Isabel aborda el teatro con el empresario español César Ordóñez (Carlos Agostí), mientras que Antonio prueba suerte como tenor bajo las instrucciones de la magnate italiana del chocolate Dina Castellammare (Rosa Elena Durgel). Sin embargo, Felipe planea formas ingeniosas para volver a unir a los cantantes en armonía matrimonial.

## Reparto
- Demetrio González como Antonio Castillo.
- Eulalio González "El Piporro" como Felipe Treviño (como Lalo Gonzalez "Piporro").
- Rosa de Castilla como Isabel del Río.
- Rosa Elena Durgel como Dina Castellamare.
- Carlos Agostí como César Ordóñez.
- Armando Arriola como Director artístico (como Armando Arreola).
- Polo Ortín como Mesero (como Polo Ortin Jr.).
- Roy Fletcher como Conductor de cabaret.
- José Loza como Representante de auditorio.
- José Wilhelmy como Representante de teatro (como Willy Wilhelmy).
- Rubén Zepeda Novelo como Presentador de televisión.
- Carlos Orellana como Don Atanasio Turrubiates.
- Armando Acosta como Negociante (no acreditado).
- Florencio Castelló como Director teatral español (no acreditado).
- Jorge Lavat como Representante de auditorio (no acreditado).